# Alois Riehl
Alois Adolf Riehl (Bolzano, Imperi Austrohongarès, actualment Itàlia, 27 d'abril de 1844 – 21 de novembre de 1924) fou un filòsof del corrent filosòfic neokantià, germà de Josef Riehl. Va treballar com a professor a Graz, després a la Universitat de Friburg de Brisgòvia i finalment a Berlín, on el comissionat Mies van der Rohe ho designà per a la seva llar a Neubabelsberg. El seu pensament és pròxim al realisme crític. I el seu monisme filosòfic pretén superar tot dualisme entre allò físic i el que és psíquic. Riehl va morir a Berlín i va ser soterrat a l'Alter Friedhof a Klein-Glienicke. La seua dona Sofie, fou la tia de Frieda Gross, la dona del metge austríac, científic i revolucionari, Otto Gross.

## Obres
- El criticisme filosòfic i la seua significació per a la ciència positiva.
- Lògica i teoria del coneixement.